# Mordovia Arena
Mordovia Arena (rusă: Мордовия Арена) este un stadion de fotbal în construcție în orașul Saransk, capitala Mordovia, Republica Federația Rusă. În conformitate cu decizia FIFA, stadionul va găzdui mai multe jocuri la Campionatul Mondial de Fotbal 2018 și va servi, de asemenea, ca stadionul de origine al clubului de fotbal FC Mordovia Saransk. Stadionul va avea o capacitate de 45,015 de spectatori și este construit în așa fel încât, după încheierea Cupei Mondiale din nivelurile superioare vor fi demontate, numărul de locuri va fi redus la 28.000, iar zona rămasă între standurile cu acoperișul va fi construit Boardwalk complex de divertisment.
În anul 2010, tratamentul a fost efectuat pentru teritoriul sitului de construcție în zona străzilor Volgograd în lunca râului Insar. Acesta a fost planificat inițial pentru a finaliza construcția stadionului în 2012, a fost planificat pentru a coincide cu deschiderea a două evenimente: 1000a ani de la unificarea poporului Mordovian cu popoarele statului rus și la Olimpiada All-Russian 2012. Ulterior, deschiderea stadionului a fost amânată pentru 2017. Se preconizează că costurile de construcție "Arena Mordovia" stadion se va ridica la 16,5 miliarde de ruble, dezvoltatorul este compania "Sports Engineering"
La momentul meciurilor de capacitate Cupa Mondială din 2018 stadionul va fi 45,015 de locuri. După încheierea turneului standuri, construite din structuri prefabricate va fi demontate. După aceea, o capacitate constantă este de 30.000 de locuri. Conform planurilor preliminare, forma și culoarea noua arena va semăna cu soarele roșu, imaginea de pe steagul Mordovia.

## Campionatul Mondial de fotbal 2018
| Data          | Ora | Echipa #1 | Rezultat | Echipa #2 | Faza    | Spectatori |
| ------------- | --- | --------- | -------- | --------- | ------- | ---------- |
| 16 iunie 2018 |     | C3        | –        | C4        | Grupa C |            |
| 19 iunie 2018 |     | H3        | –        | H4        | Grupa H |            |
| 25 iunie 2018 |     | B4        | –        | B1        | Grupa B |            |
| 28 iunie 2018 |     | G2        | –        | G3        | Grupa G |            |